# Centaurea radichii
Centaurea radichii — вид квіткових рослин родини айстрових (Asteraceae). Ендемік Хорватії.